# Werner Guttentag
Werner Guttentag (geboren 6. Februar 1920 in Breslau; gestorben 2. Dezember 2008 in Cochabamba, Bolivien) war ein Verleger und Buchhändler deutscher Herkunft, der seit 1939 in Bolivien lebte.

## Leben
Guttentag wuchs in einer jüdischen Familie auf; er war der Sohn des Tuchhändlers Erich Guttentag (1889–1965) und der Margarete Tichauer (1890-) und machte unter den Bedingungen der deutschen Judenverfolgung von 1934 bis 1937 eine Lehre bei den Schlesischen Furnierwerken in Breslau. In dieser Zeit war er Mitglied der Freien deutsch-jüdischen Jugend. 1937 flüchtete er in die Niederlande, wo er eine Ausbildung als Schlosser erhielt. 1939 folgte er seinen Eltern nach Bolivien. Er kam nach Cochabamba und arbeitete bis 1943 in einem Juwelierladen danach bis 1945 im Bergbau-Unternehmen von Moritz Hochschild in Oruro. Danach war er Buchhändler in Cochabamba und gründete 1952 den Verlag »Los Amigos del Libro«. Seit 1962 gab er eine jährliche Nationalbibliografie Boliviens heraus.
Guttentag erhielt den Orden Cóndor de los Andes und 1998 ehrte ihn eine Briefmarke der bolivianischen Post. Von der deutschen Bundesregierung erhielt er 1973 das Bundesverdienstkreuz, Cochabamba ernannte ihn 1974 zum Ehrenbürger.